# Caladenia
Caladenia – rodzaj roślin z rodziny storczykowatych (Orchidaceae). Obejmuje ponad 300 gatunków występujących w Azji Południowo-Wschodniej, Australii i Oceanii w takich krajach i regionach jak: Wyspy Chatham, Jawa, Małe Wyspy Sundajskie, Nowa Kaledonia, Nowa Zelandia, Celebes, Wyspy Antypodów i stany Nowa Południowa Walia, Australia Południowa, Queensland, Wiktoria, Australia Zachodnia, Tasmania.

## Systematyka
Rodzaj sklasyfikowany do podplemienia Caladeniinae w plemieniu Diurideae, podrodzina storczykowe (Orchidoideae), rodzina storczykowate (Orchidaceae), rząd szparagowce (Asparagales) w obrębie roślin jednoliściennych.
Wykaz gatunków
- Caladenia abbreviata Hopper & A.P.Br.
- Caladenia actensis D.L.Jones & M.A.Clem.
- Caladenia alata R.Br.
- Caladenia alpina R.S.Rogers
- Caladenia ambusta A.P.Br. & G.Brockman
- Caladenia amnicola D.L.Jones
- Caladenia amoena D.L.Jones
- Caladenia ampla (D.L.Jones) G.N.Backh.
- Caladenia amplexans A.S.George
- Caladenia ancylosa (D.L.Jones) G.N.Backh.
- Caladenia angustata Lindl.
- Caladenia anthracina D.L.Jones
- Caladenia aperta (Hopper & A.P.Br.) M.A.Clem.
- Caladenia applanata Hopper & A.P.Br.
- Caladenia arenaria Fitzg.
- Caladenia arenicola Hopper & A.P.Br.
- Caladenia argocalla D.L.Jones
- Caladenia armata (D.L.Jones) G.N.Backh.
- Caladenia arrecta Hopper & A.P.Br.
- Caladenia ashbyae (Hopper & A.P.Br.) M.A.Clem.
- Caladenia atradenia D.L.Jones, Molloy & M.A.Clem.
- Caladenia atrata D.L.Jones
- Caladenia atrochila D.L.Jones
- Caladenia atroclavia D.L.Jones & M.A.Clem.
- Caladenia atrovespa (D.L.Jones) G.N.Backh.
- Caladenia attenuata (Brinsley) D.L.Jones
- Caladenia attingens Hopper & A.P.Br.
- Caladenia audasii R.S.Rogers
- Caladenia aurantiaca (R.S.Rogers) Rupp
- Caladenia aurulenta (D.L.Jones) R.J.Bates
- Caladenia australis G.W.Carr
- Caladenia barbarella Hopper & A.P.Br.
- Caladenia barbarossa Rchb.f.
- Caladenia bartlettii (Hatch) D.L.Jones, Molloy & M.A.Clem.
- Caladenia behrii Schltdl.
- Caladenia bicalliata R.S.Rogers
- Caladenia bigeminata A.P.Br. & G.Brockman
- Caladenia boweri D.L.Jones
- Caladenia brachyscapa G.W.Carr
- Caladenia branwhitei (D.L.Jones) G.N.Backh.
- Caladenia brevisura Hopper & A.P.Br.
- Caladenia brownii Hopper
- Caladenia brumalis D.L.Jones
- Caladenia bruniella (R.J.Bates) R.J.Bates
- Caladenia brunonis (Endl.) Rchb.f.
- Caladenia bryceana R.S.Rogers
- Caladenia busselliana Hopper & A.P.Br.
- Caladenia cadyi (D.L.Jones) G.N.Backh.
- Caladenia caerulea R.Br.
- Caladenia caesarea (Domin) M.A.Clem. & Hopper
- Caladenia cairnsiana F.Muell.
- Caladenia calcicola G.W.Carr
- Caladenia callitrophila D.L.Jones
- Caladenia calyciformis (R.S.Rogers) Hopper & A.P.Br.
- Caladenia campbellii D.L.Jones
- Caladenia campestris (R.J.Bates) R.J.Bates
- Caladenia capillata D.L.Jones
- Caladenia cardiochila Tate
- Caladenia carnea R.Br.
- Caladenia catenata (Sm.) Druce
- Caladenia caudata Nicholls
- Caladenia chamaephylla D.L.Jones
- Caladenia chapmanii Hopper & A.P.Br.
- Caladenia chlorostyla D.L.Jones, Molloy & M.A.Clem.
- Caladenia christineae Hopper & A.P.Br.
- Caladenia citrina Hopper & A.P.Br.
- Caladenia clarkiae D.L.Jones
- Caladenia clavescens (D.L.Jones) G.N.Backh.
- Caladenia clavigera A.Cunn. ex Lindl.
- Caladenia clavula D.L.Jones
- Caladenia cleistantha D.L.Jones
- Caladenia coactilis D.L.Jones
- Caladenia colorata D.L.Jones
- Caladenia concinna (Rupp) D.L.Jones & M.A.Clem.
- Caladenia concolor Fitzg.
- Caladenia conferta D.L.Jones
- Caladenia congesta R.Br.
- Caladenia corynephora A.S.George
- Caladenia cracens D.L.Jones
- Caladenia crebra A.S.George
- Caladenia cremna (D.L.Jones) G.N.Backh.
- Caladenia cretacea (D.L.Jones) G.N.Backh.
- Caladenia cristata R.S.Rogers
- Caladenia cruciformis D.L.Jones
- Caladenia cruscula Hopper & A.P.Br.
- Caladenia cucullata Fitzg.
- Caladenia curtisepala D.L.Jones
- Caladenia decora Hopper & A.P.Br.
- Caladenia denticulata Lindl.
- Caladenia dienema D.L.Jones
- Caladenia dilatata R.Br.
- Caladenia dimidia Hopper & A.P.Br.
- Caladenia dimorpha Fitzg.
- Caladenia discoidea Lindl.
- Caladenia dorrienii Domin
- Caladenia dorrigoensis D.L.Jones & L.M.Copel.
- Caladenia douglasiorum (D.L.Jones) G.N.Backh.
- Caladenia doutchiae O.H.Sarg.
- Caladenia drakeoides Hopper & A.P.Br.
- Caladenia drummondii Benth.
- Caladenia dundasiae Hopper & A.P.Br.
- Caladenia echidnachila Nicholls
- Caladenia elegans Hopper & A.P.Br.
- Caladenia emarginata (Lindl.) Rchb.f.
- Caladenia ensata Nicholls
- Caladenia ensigera (D.L.Jones) R.J.Bates
- Caladenia erythrochila Hopper & A.P.Br.
- Caladenia erythronema A.P.Br. & G.Brockman
- Caladenia evanescens Hopper & A.P.Br.
- Caladenia excelsa Hopper & A.P.Br.
- Caladenia exilis Hopper & A.P.Br.
- Caladenia exstans Hopper & A.P.Br.
- Caladenia falcata (Nicholls) M.A.Clem. & Hopper
- Caladenia ferruginea Nicholls
- Caladenia filamentosa R.Br.
- Caladenia filifera Lindl.
- Caladenia fitzgeraldii Rupp
- Caladenia flaccida D.L.Jones
- Caladenia flava R.Br.
- Caladenia flavovirens G.W.Carr
- Caladenia flindersica (D.L.Jones) R.J.Bates
- Caladenia fluvialis A.P.Br. & G.Brockman
- Caladenia footeana Hopper & A.P.Br.
- Caladenia formosa G.W.Carr
- Caladenia fragrans (Hopper & A.P.Br.) M.A.Clem.
- Caladenia fragrantissima D.L.Jones & G.W.Carr
- Caladenia fuliginosa (D.L.Jones) R.J.Bates
- Caladenia fulva G.W.Carr
- Caladenia fuscata (Rchb.f.) M.A.Clem. & D.L.Jones
- Caladenia fuscolutescens Hopper & A.P.Br.
- Caladenia gardneri Hopper & A.P.Br.
- Caladenia gemmata Lindl.
- Caladenia georgei Hopper & A.P.Br.
- Caladenia gertrudiae Ostenf.
- Caladenia gladiolata R.S.Rogers
- Caladenia gracilis R.Br.
- Caladenia gracillima (Rupp) D.L.Jones
- Caladenia graminifolia A.S.George
- Caladenia grampiana (D.L.Jones) G.N.Backh.
- Caladenia graniticola (Hopper & A.P.Br.) Hopper & A.P.Br.
- Caladenia granitora Hopper & A.P.Br.
- Caladenia harringtoniae Hopper & A.P.Br.
- Caladenia hastata (Nicholls) Rupp
- Caladenia heberleana Hopper & A.P.Br.
- Caladenia helvina D.L.Jones
- Caladenia hiemalis Hopper & A.P.Br.
- Caladenia hildae Pescott & Nicholls
- Caladenia hillmanii D.L.Jones
- Caladenia hirta Lindl.
- Caladenia hoffmanii Hopper & A.P.Br.
- Caladenia hopperiana A.P.Br. & G.Brockman
- Caladenia horistes Hopper & A.P.Br.
- Caladenia huegelii Rchb.f.
- Caladenia incensum Hopper & A.P.Br.
- Caladenia incrassata Hopper & A.P.Br.
- Caladenia infundibularis A.S.George
- Caladenia insularis G.W.Carr
- Caladenia integra E.Coleman
- Caladenia interanea (D.L.Jones) R.J.Bates
- Caladenia interjacens Hopper & A.P.Br.
- Caladenia intuta (D.L.Jones) R.J.Bates
- Caladenia iridescens R.S.Rogers
- Caladenia ixioides Lindl.
- Caladenia lateritica K.W.Dixon & Christenh.
- Caladenia latifolia R.Br.
- Caladenia leptochila Fitzg.
- Caladenia leptoclavia D.L.Jones
- Caladenia leucochila A.P.Br., R.Phillips & G.Brockman
- Caladenia lindleyana (Rchb.f.) M.A.Clem. & D.L.Jones
- Caladenia littoricola R.J.Bates
- Caladenia lobata Fitzg.
- Caladenia lodgeana Hopper & A.P.Br.
- Caladenia longicauda Lindl.
- Caladenia longiclavata E.Coleman
- Caladenia longifimbriata Hopper & A.P.Br.
- Caladenia lorea Hopper & A.P.Br.
- Caladenia lowanensis G.W.Carr
- Caladenia luteola Hopper & A.P.Br.
- Caladenia lyallii Hook.f.
- Caladenia macroclavia D.L.Jones
- Caladenia macrostylis Fitzg.
- Caladenia magniclavata Nicholls
- Caladenia magnifica (Nicholls) D.L.Jones & G.W.Carr
- Caladenia major (R.Br.) Rchb.f.
- Caladenia marginata Lindl.
- Caladenia maritima D.L.Jones
- Caladenia melanema Hopper & A.P.Br.
- Caladenia mentiens D.L.Jones
- Caladenia meridionalis Hopper & A.P.Br.
- Caladenia mesocera Hopper & A.P.Br.
- Caladenia microchila Hopper & A.P.Br.
- Caladenia minor Hook.f.
- Caladenia minorata M.A.Clem.
- Caladenia montana G.W.Carr
- Caladenia moschata (D.L.Jones) G.N.Backh.
- Caladenia multiclavia Rchb.f.
- Caladenia nana Endl.
- Caladenia necrophylla D.L.Jones
- Caladenia nikulinskyae (Hopper & A.P.Br.) M.A.Clem.
- Caladenia nivalis Hopper & A.P.Br.
- Caladenia nobilis Hopper & A.P.Br.
- Caladenia nothofageti D.L.Jones, Molloy & M.A.Clem.
- Caladenia occidentalis Hopper & A.P.Br.
- Caladenia oenochila G.W.Carr
- Caladenia oreophila (D.L.Jones) G.N.Backh.
- Caladenia orestes (D.L.Jones) G.N.Backh.
- Caladenia orientalis (G.W.Carr) Hopper & A.P.Br.
- Caladenia ornata (Nicholls) D.L.Jones
- Caladenia ovata R.S.Rogers
- Caladenia pachychila Hopper & A.P.Br.
- Caladenia pallida Lindl.
- Caladenia paludosa Hopper & A.P.Br.
- Caladenia paradoxa Hopper & A.P.Br.
- Caladenia parva G.W.Carr
- Caladenia patersonii R.Br.
- Caladenia pectinata R.S.Rogers
- Caladenia peisleyi (D.L.Jones) G.N.Backh.
- Caladenia pendens Hopper & A.P.Br.
- Caladenia perangusta A.P.Br. & G.Brockman
- Caladenia petrensis A.P.Br. & G.Brockman
- Caladenia phaeoclavia D.L.Jones
- Caladenia pholcoidea Hopper & A.P.Br.
- Caladenia picta (Nicholls) M.A.Clem. & D.L.Jones ex A.D.Chapm.
- Caladenia pilotensis D.L.Jones
- Caladenia plicata Fitzg.
- Caladenia pluvialis A.P.Br. & G.Brockman
- Caladenia polychroma Hopper & A.P.Br.
- Caladenia postea Hopper & A.P.Br.
- Caladenia procera Hopper & A.P.Br.
- Caladenia prolata D.L.Jones
- Caladenia pulchra Hopper & A.P.Br.
- Caladenia pumila R.S.Rogers
- Caladenia pusilla W.M.Curtis
- Caladenia pygmaea (R.S.Rogers) R.J.Bates
- Caladenia quadrifaria (R.S.Rogers) D.L.Jones
- Caladenia radialis R.S.Rogers
- Caladenia radiata Nicholls
- Caladenia remota Hopper & A.P.Br.
- Caladenia reptans Lindl.
- Caladenia reticulata Fitzg.
- Caladenia rhomboidiformis (E.Coleman) M.A.Clem. & Hopper
- Caladenia richardsiorum D.L.Jones
- Caladenia rigens D.L.Jones
- Caladenia rigida R.S.Rogers
- Caladenia rileyi D.L.Jones
- Caladenia riparia R.J.Bates
- Caladenia robinsonii G.W.Carr
- Caladenia roei Benth.
- Caladenia rosea K.W.Dixon & Christenh.
- Caladenia rosella G.W.Carr
- Caladenia saccata (R.S.Rogers) Hopper & A.P.Br.
- Caladenia saccharata Rchb.f.
- Caladenia saggicola D.L.Jones
- Caladenia sanguinea D.L.Jones
- Caladenia saxatilis (D.L.Jones) R.J.Bates
- Caladenia saxicola A.P.Br. & G.Brockman
- Caladenia septuosa D.L.Jones
- Caladenia sericea Lindl.
- Caladenia serotina Hopper & A.P.Br.
- Caladenia sigmoidea R.S.Rogers
- Caladenia speciosa Hopper & A.P.Br.
- Caladenia splendens Hopper & A.P.Br.
- Caladenia startiorum Hopper & A.P.Br.
- Caladenia stellata D.L.Jones
- Caladenia straminichila A.P.Br. & G.Brockman
- Caladenia stricta (R.J.Bates) R.J.Bates
- Caladenia strigosa (D.L.Jones) R.J.Bates
- Caladenia subglabriphylla (R.J.Bates) M.A.Clem.
- Caladenia subtilis D.L.Jones
- Caladenia swartsiorum A.P.Br. & G.Brockman
- Caladenia sylvicola D.L.Jones
- Caladenia tensa G.W.Carr
- Caladenia tentaculata Schltdl.
- Caladenia tessellata Fitzg.
- Caladenia testacea R.Br.
- Caladenia thinicola Hopper & A.P.Br.
- Caladenia thysanochila G.W.Carr
- Caladenia tonellii D.L.Jones
- Caladenia toxochila Tate
- Caladenia transitoria D.L.Jones
- Caladenia uliginosa A.S.George
- Caladenia ultima Hopper & A.P.Br.
- Caladenia ustulata (D.L.Jones) G.N.Backh.
- Caladenia valida (Nicholls) M.A.Clem. & D.L.Jones
- Caladenia validinervia Hopper & A.P.Br. ex A.P.Br. & G.Brockman
- Caladenia varians Hopper & A.P.Br.
- Caladenia variegata Colenso
- Caladenia venusta G.W.Carr
- Caladenia verrucosa G.W.Carr
- Caladenia versicolor G.W.Carr
- Caladenia villosissima (G.W.Carr) Hopper & A.P.Br.
- Caladenia viridescens Hopper & A.P.Br.
- Caladenia voigtii Hopper & A.P.Br.
- Caladenia vulgaris D.L.Jones
- Caladenia wanosa A.S.George
- Caladenia whiteheadii (D.L.Jones) G.N.Backh.
- Caladenia williamsiae Hopper & A.P.Br.
- Caladenia winfieldii Hopper & A.P.Br.
- Caladenia woolcockiorum D.L.Jones
- Caladenia xantha Hopper & A.P.Br.
- Caladenia xanthochila D.Beards. & C.Beards.
- Caladenia xantholeuca D.L.Jones
- Caladenia zephyra (D.L.Jones) R.J.Bates

Wykaz hybryd
- Caladenia × aestantha Hopper & A.P.Br.
- Caladenia × cala Hopper & A.P.Br.
- Caladenia × coactescens Hopper & A.P.Br.
- Caladenia × eludens Hopper & A.P.Br.
- Caladenia × enigma Hopper & A.P.Br.
- Caladenia × ericksoniae Nicholls
- Caladenia × erminea Hopper & A.P.Br.
- Caladenia × exoleta Hopper & A.P.Br.
- Caladenia × exserta Hopper & A.P.Br.
- Caladenia × hopperi J.M.H.Shaw
- Caladenia × hypata Hopper & A.P.Br.
- Caladenia × idiastes Hopper & A.P.Br.
- Caladenia × intermedia (Fitzg.) J.M.H.Shaw
- Caladenia × lavandulacea R.S.Rogers
- Caladenia × resupina Hopper & A.P.Br.
- Caladenia × spectabilis Hopper & A.P.Br.
- Caladenia × suffusa Hopper & A.P.Br.
- Caladenia × triangularis R.S.Rogers
- Caladenia × tryphera Hopper & A.P.Br.
- Caladenia × variabilis Nicholls